# Otatea
Genre
Classification phylogénétique
Otatea  (du nahuatl otatl « bambou », « roseau ferme ») est un genre de plantes monocotylédones de la famille des Poaceae, sous-famille des Bambusoideae, originaire du Mexique, d'Amérique centrale et de Colombie, qui regroupe une dizaine d'espèces acceptées.
Ce sont des bambous de taille moyenne, pouvant atteindre 3 m de haut, très utilisés pour la construction de murs et dans l'artisanat. Ces bambous sont aussi cultivés à des fins ornementales.

## Espèces
Selon World Checklist of Selected Plant Families (WCSP) (30 avril 2017) :
- Otatea acuminata (Munro) C.E.Calderón ex Soderstr. (1980)
- Otatea carrilloi Ruiz-Sanchez, Sosa & Mejía-Saulés (2011)
- Otatea fimbriata Soderstr. (1983)
- Otatea glauca L.G.Clark & G.Cortés (2004)
- Otatea nayeeri Ruiz-Sanchez (2016)
- Otatea ramirezii Ruiz-Sanchez (2012)
- Otatea reynosoana Ruiz-Sanchez & L.G.Clark (2011)
- Otatea rzedowskiorum Ruiz-Sanchez (2015)
- Otatea transvolcanica Ruiz-Sanchez & L.G.Clark (2011)
- Otatea victoriae Ruiz-Sanchez (2015)
- Otatea ximenae Ruiz-Sanchez & L.G.Clark (2011)